# L'airone e la gru
L'airone e la gru (in russo Цапля и журавль?, Caplja i žuravl') è un film d'animazione sovietico del 1974. Opera poetica del maestro russo dell'animazione Jurij Norštejn, questo film presenta un découpage animato con figure sottili molto apprezzate dai critici dell'animazione (ad esempio da Giannalberto Bendazzi).

## Trama
Tratto da una fiaba del patrimonio folklorico russo, il cortometraggio parla dell'amore impossibile tra un airone e una gru, vittime di una reciproca incomprensione.
Il maschio di gru dichiara il proprio amore alla femmina di airone, ma questa lo snobba sminuendo le sue qualità. Essa però, di fronte alla prospettiva di restare sola, riconsidera il proprio comportamento, e va a cercare il suo corteggiatore dicendosi disposta ad accettare la sua offerta, ma stavolta è la gru a mostrarsi sdegnosa. Subito dopo cambia idea, ma l'airone si mostra offeso e, incomprensione dopo incomprensione, questa sorta di partita al rimbalzo non ha mai fine.  

## Riconoscimenti
- 1º Premio "Sojuzmul'tfil'm" al festival dell'URSS, 1975.
- Premio speciale della Giuria al 10º Festival internazionale del cinema di Annecy (Francia), 1975.
- 1º Premio al Festival internazionale del cinema di New York (USA), 1975.
- 1º Premio al Festival internazionale del cinema per l'infanzia e l'adolescenza a Téhéran (Iran),

1975.
- "Palma d'oro" al Festival internazionale del cinema di Tampere (Finlandia), 1976.
- Primo Premio al 14º Festival internazionale del cinema di Panama, 1976.
- Gran Premio al Festival internazionale del cinema di Melbourne (Australia), 1976.
- 1º Premio al Festival internazionale del cinema di Odense (Danimarca), 1977.

## Distribuzione

### Italia
Il cortometraggio è stato proiettato fuori concorso all'edizione del 1992 del Giffoni Film Festival. È stato inserito, in versione in lingua originale sottotitolata, nel DVD I maestri dell'animazione russa - volume 1, edito nel 2005 dalla Terminal Video in collaborazione con il Chiavari Animation Festival e fu trasmesso, assieme ad altri cortometraggi dello stesso autore, il 7 gennaio 2014 su Rai 3 nella trasmissione Fuori orario. Cose (mai) viste.